# Jardin zoologique de Rangoun
Le jardin zoologique de Rangoun (en birman : ရန်ကုန် တိရိစ္ဆာန် ဥယျာဉ်), prononcé API : /jàɴɡòʊɴ təɹeɪʔsʰàɴ ʔṵjɪ̀ɴ/) est le zoo le plus ancien et le deuxième plus grand zoo de Birmanie.

## Description
Situé au nord du centre-ville de Rangoun, à côté du lac Kandawgyi, le zoo accueille environ 2,2 millions de visiteurs chaque année,. Jusqu'en avril 2011, le zoo était géré par le ministère de l'environnement et l'est aujourd'hui par une entreprise privée. Le jardin zoologique ouvre quotidiennement de 8h à 18h.